# Dimer tymidynowy

Uszkodzenie DNA w wyniku wytworzenia dimeru tymidynowego

Dimer tymidynowy – kowalencyjne połączenie dwóch sąsiednich reszt tyminowych w DNA, następujące zazwyczaj w wyniku działania promieni UV. Wytworzenie dimerów tymidynowych prowadzi do uszkodzenia informacji genetycznej w DNA, prowadząc do mutacji.
Naświetlanie promieniami UV to jeden ze sposobów sterylizacji materiałów.